# تیوریوشتاماک
تیوریوشتاماک (انگلیسی: Tyuryushtamak) یک شهرک در شهرستان بلاگووارسکی باشقیرستان کشور روسیه است.